# Ентони Мороу
Ентони Џарад Мороу (енгл. Anthony Jarrad Morrow; Шарлот, Северна Каролина, 27. септембар 1985) је амерички кошаркаш. Игра на позицији бека, а тренутно је без ангажмана.

## Каријера
Мороу је након NBA драфта 2008. као недрафтован играч потписао за Вориорсе. У својој првој NBA утакмици, у сусрету Вориорса и Клиперса, постигао је 37 поена и 11 скокова те је тако постигао рекорд као недрафтовани новак. Из игре је шутао 15/20 (4/5 за три поена). Неколико дана касније у утакмици против Портланд Трејлблејзерса постигао је 25 поена. Просечно је у руки сезони постигао 10,1 поен, 3,0 скока и 1,2 асистенције по утакмици.